# Ghanaische Badmintonmeisterschaft 2025
Die Ghanaische Badmintonmeisterschaft 2025 fand vom 30. bis zum 31. März 2025 in Accra statt.

## Sieger und Platzierte
| Disziplin    | Gold                                        | Silber                                | Bronze                                    |
| ------------ | ------------------------------------------- | ------------------------------------- | ----------------------------------------- |
| Herreneinzel | Ahmad Abdul-Samad                           | Andy Amofa                            | Jonathan Ankrah                           |
| Dameneinzel  | Racheal Quarcoo                             | Eduam Jennifer                        | Naah Charity                              |
| Herrendoppel | Ahmad Abdul-Samad Ebenezer Kwame Korampong  | Aaron Tamakloe Samuel Lamptey         | Narkoah Ebenezer Isaac Nii Yemoh Odoi     |
| Damendoppel  | Moslena Ama Koramah Adu Prospera Nantuo     | Eduam Jennifer Stephanie Bequine      | Jessica Naa Lomeley Lomotey Naah Charity  |
| Mixed        | Obapomba Adu-Mintah Moslena Ama Koramah Adu | Leslie Nii Adote Addo Prospera Nantuo | Reuben Tetteh Jessica Naa Lomeley Lomotey |